# 戈爾德灣
戈爾德灣（英語：Gold Harbour）是南極洲的海灣，位於南喬治亞島東端，處於夏洛特角西南面8公里，該海灣是國王企鵝、巴布亞企鵝和南象海豹的棲息地。

## 外部連結

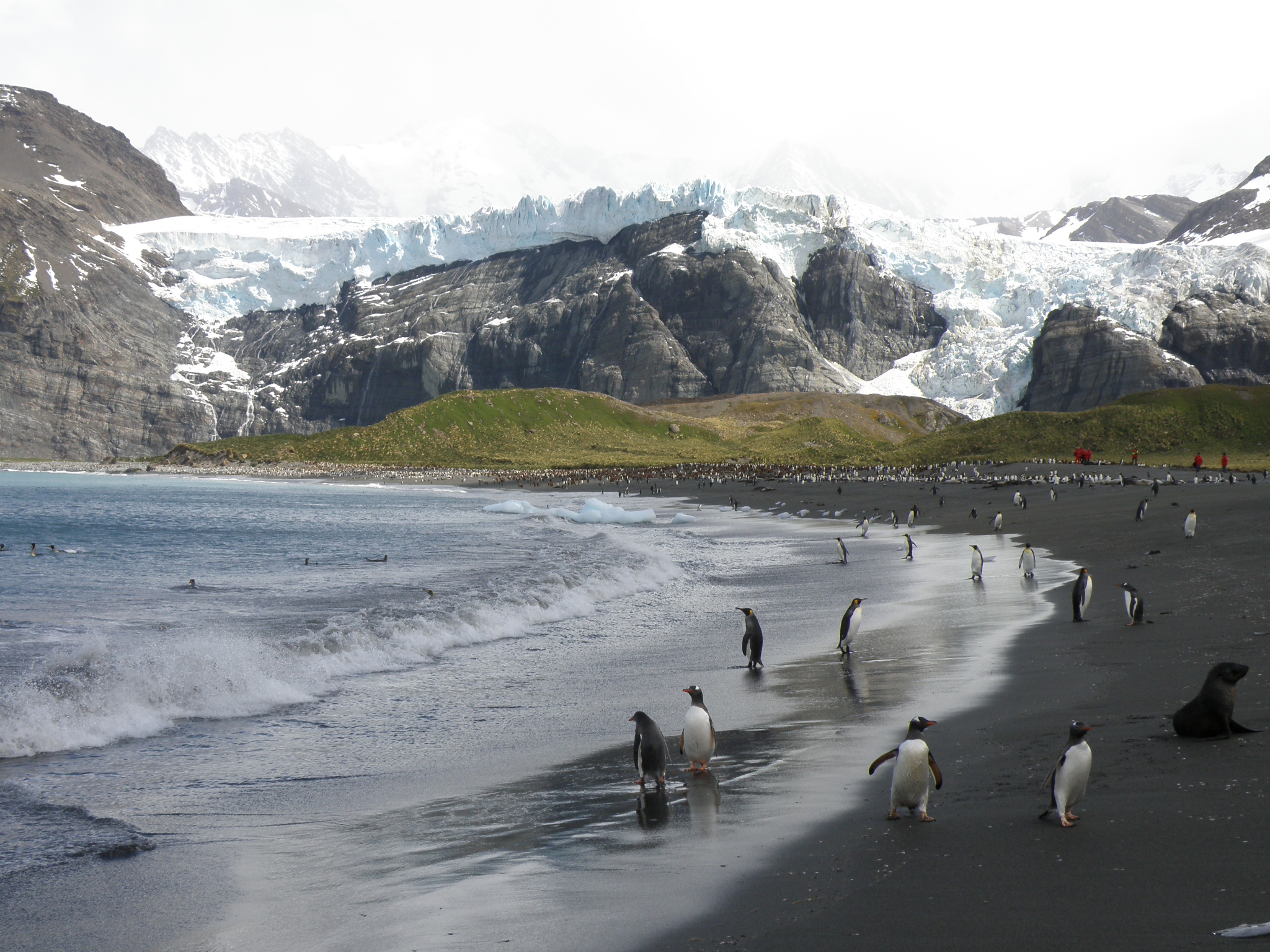

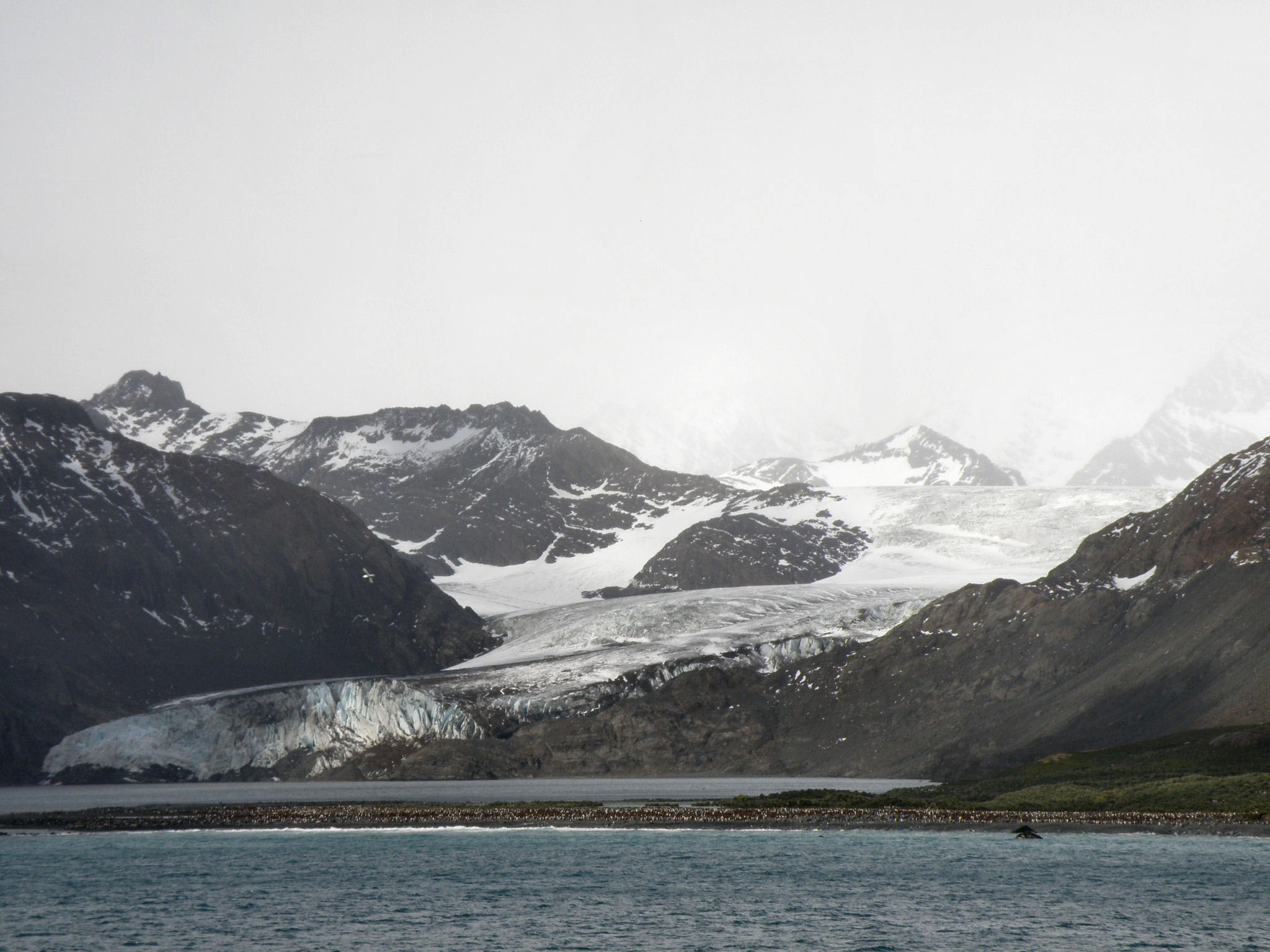

- Video of Gold Harbour （页面存档备份，存于）
- Picture of Gold Harbour

54°37′S 35°56′W / 54.617°S 35.933°W